# Kalb (Wappentier)
Das Kalb ist in der Heraldik ein Wappentier und als gemeine Figur nicht sehr häufig im Wappen zu finden. 
Dargestellt aus der Rinderhaustierrasse eine junge Kuh (Kalb) in kleinerer Größe mit keinen oder recht kurzen Hörnern und einem oft hängenden Schwanz. Letzterer hängend, da für die Stierdarstellung die hochstehende oder die über den Rücken geschlagene Form und für die Kuh, die zwischen den hinteren Beinen gelegte Form, vorbehalten ist. Die Tingierung erfolgt nach den heraldische Regeln und kann für die Bewehrung abweichen. Wie für alle Wappentiere, ist die Laufrichtung erwähnungsfrei nach heraldisch rechts. Das Tier kann stehend, laufend oder hervorbrechend sein.
Das Kalb im Wappen ist als redende Figur im Stadtwappen von Kälberbronn, Kalbe und Calbe an der Saale bekannt.

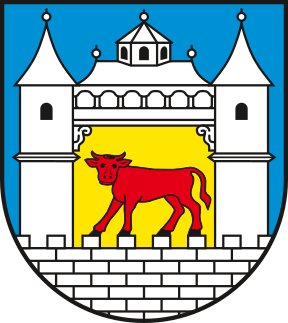
Calbe (Saale), Sachsen-Anhalt
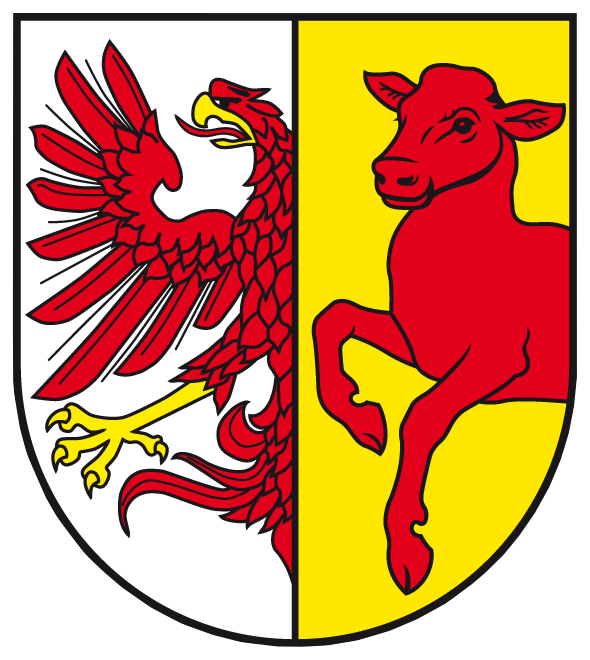
Kalbe (Milde), Sachsen-Anhalt
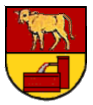
Kälberbronn, Baden-Württemberg
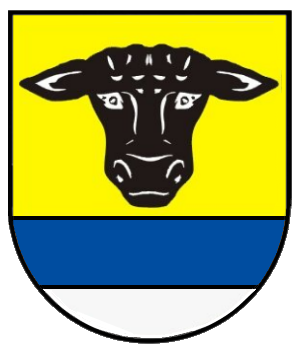
Kälbertshausen, Baden-Württemberg (Kalbskopf im Visier)
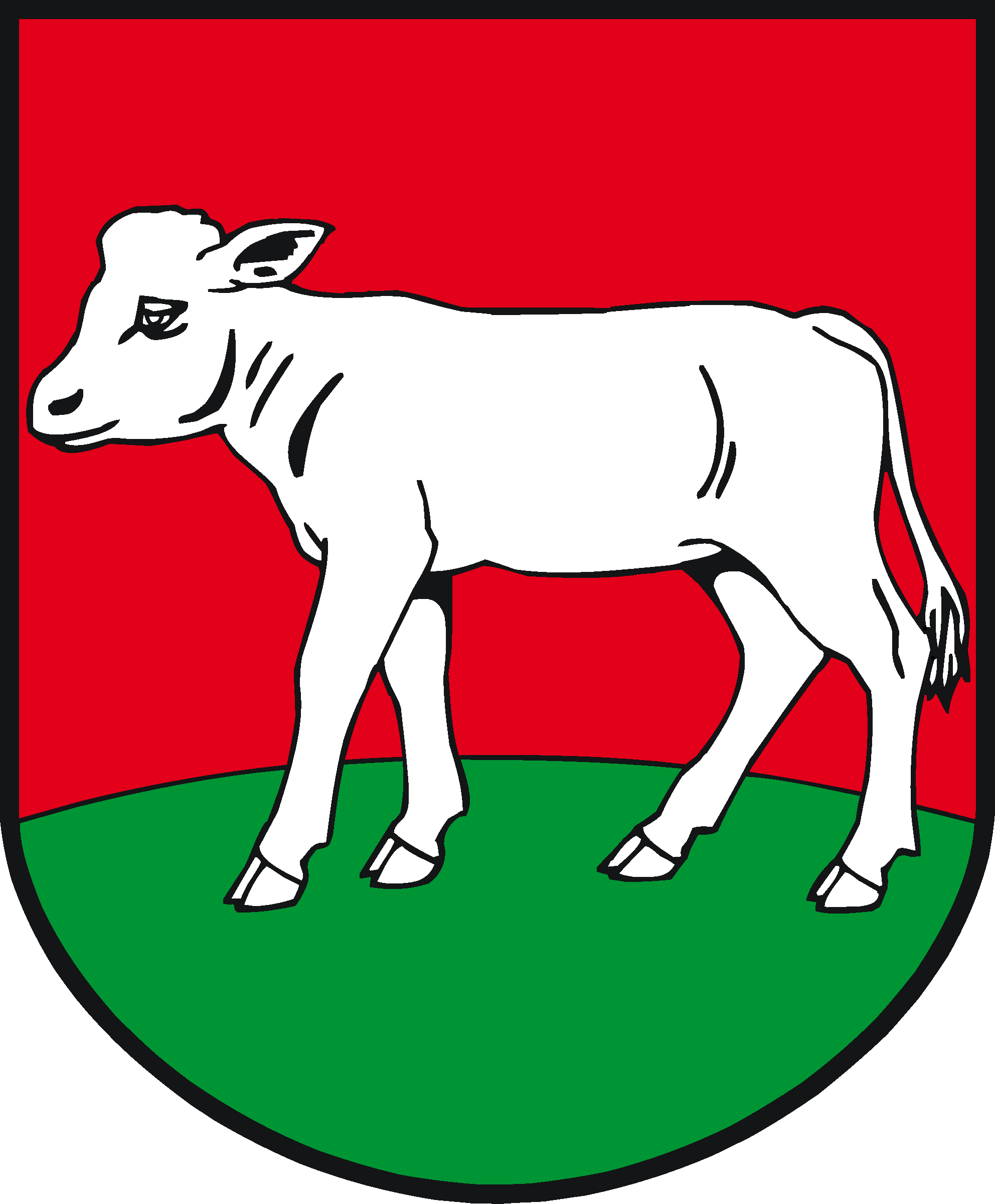
Kelbra (Kyffhäuser), Sachsen-Anhalt
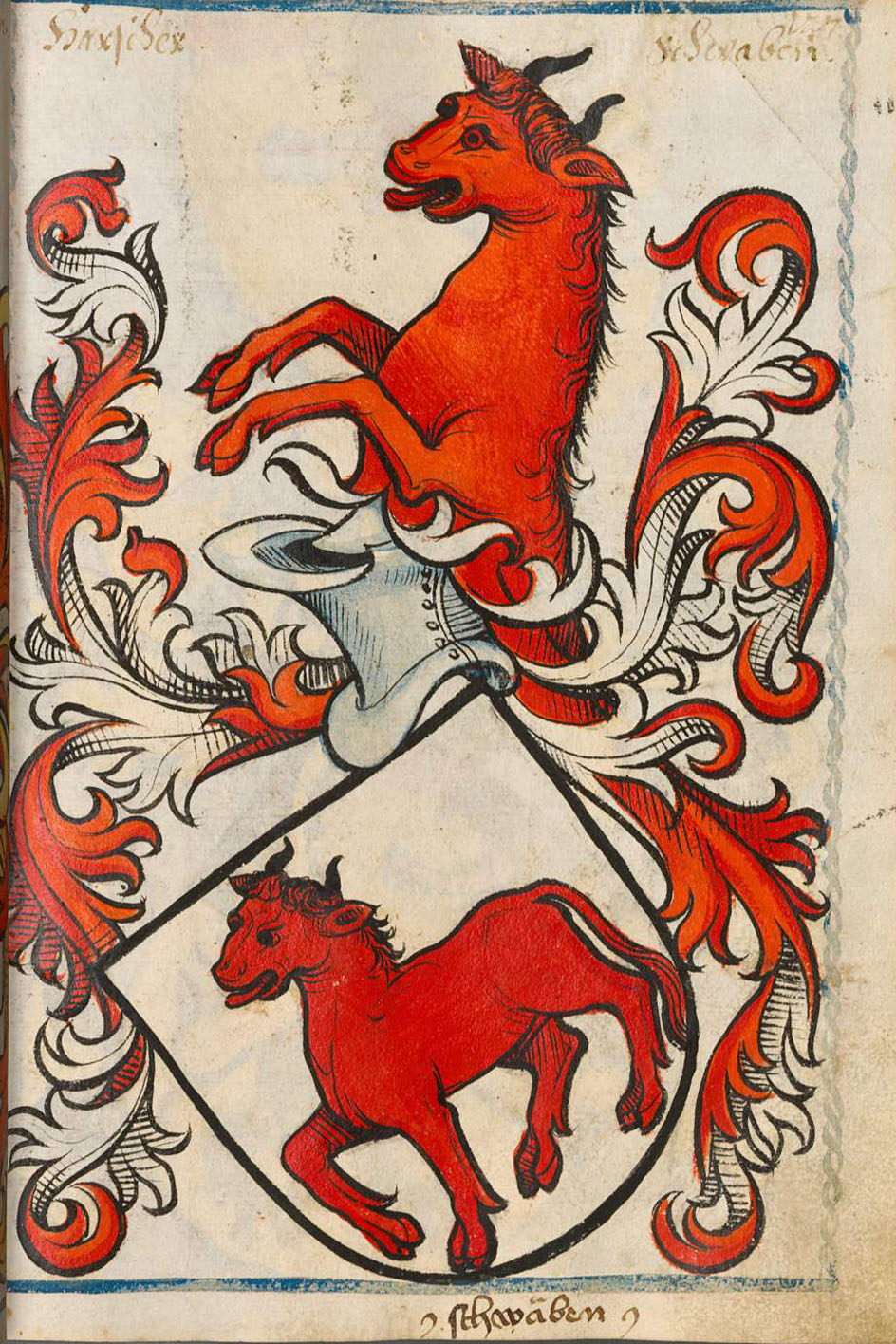
Patrizier Harscher führte ein Kalb im Schild und wachsend im Oberwappen